# Џуани
Џуани (кин: 壮族, 壯族, Zhuàngzú, на њиховом сопственом језику cuengh, џуански језик) је назив за етничку групу који претежно живи у Аутономној области Гуангси у којој чини 32% становништва.
Народ Џуани су по бројности други народ у тој области, као и у читавој Кини, и то после народа Хан Кинези, који чини преко 93% укупног становништва Кине, док све остале 52 званично признате народности, од којих су Џуани најбројнији, чине само 7% становништва.
Овај народ такође живи у области Веншан у Јунану, где чини 2,7% становништва. Настањују аутономни округ Јоштри у Гуангдунгу у којем чинe већину (53%).
Њихов језик, који припада породици језика тај-кадаи је пети по бројности у Кини (после званичног језика државе, најчешће називаног мандаринским/putonghua /67%/, Ји /11%/, Бај /3,6%/ и Хани /3,4%/).
По попису из 2000. у Кини живи око 18.540.000 припадника народна Џуани. Од тога у Гуангси Џуанској аутономној области живи око 16.200.000, у Јунану 1.500.000, и y Гуангдунгу 600.000. Џуана. Сматра се да данас у целом свету има око 20 милиона припадника овог народа.